# Lubomin Leśny
Lubomin Leśny – wieś w Polsce położona w województwie kujawsko-pomorskim, w powiecie włocławskim, w gminie Boniewo.
W latach 1975–1998 miejscowość administracyjnie należała do województwa włocławskiego. Według Narodowego Spisu Powszechnego (III 2011 r.) liczyła 52 mieszkańców. Jest dwudziestą co do wielkości miejscowością gminy Boniewo.